# Холодный ядерный синтез

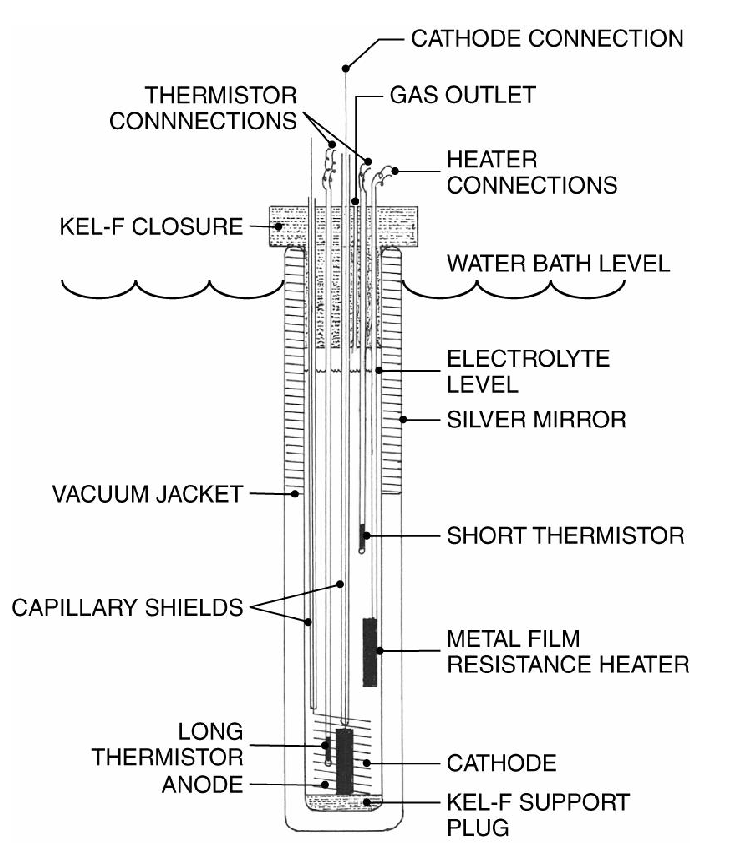
Схема калориметра открытого типа, используемого в Новом институте водородной энергии в Японии

Холо́дный я́дерный си́нтез (ХЯС; англ. Cold fusion) — предполагаемая возможность осуществления ядерной реакции синтеза в химических (атомно-молекулярных) системах без значительного нагрева рабочего вещества. Известные ядерные реакции синтеза — термоядерные реакции — проходят в плазме при температурах в миллионы кельвинов.
В зарубежной литературе ХЯС известен также под названиями:
1. низкоэнергетические ядерные реакции (англ. low-energy nuclear reactions, LENR);
2. химически ассистируемые (индуцируемые) ядерные реакции (chemical assisted nuclear reactions, CANR).

Множество сообщений об удачном осуществлении эксперимента впоследствии оказывались либо газетными утками, либо результатом некорректно поставленных экспериментов. Ведущие лаборатории мира не смогли повторить ни один подобный эксперимент, при попытках воспроизвести результаты выяснялось, что авторы эксперимента, как узкие специалисты, неверно трактовали полученный результат, а то и вообще неправильно ставили опыт (совершали методологические ошибки — не  проводили необходимые измерения и тому подобное). Научные доказательства существования холодного ядерного синтеза отсутствуют.
Авторы сообщений о ХЯС обычно публикуют их в изданиях, представляющих собой скорее блоги, чем научные журналы.

## Теория
Согласно современной научной картине мира, для того, чтобы произошла ядерная реакция, необходимо сблизить ядра на расстояние, на котором работает сильное взаимодействие. Этому препятствует более дальнодействующее кулоновское отталкивание. Чтобы сблизить ядра, нужно затратить энергию порядка 0,1 МэВ, которой соответствует температура порядка 11 миллионов градусов (это нижний теоретический предел). На Солнце реакция идёт при температуре ~15 млн градусов и очень высоком давлении.
Для получения экономически эффективной установки ядерного синтеза в земных условиях нужна температура порядка 100 млн градусов, поэтому большинство учёных относятся к заявлениям о ХЯС с большим скепсисом.

## История исследований возможности ХЯС
Предположение о возможности холодного ядерного синтеза (ХЯС) до сих пор не нашло подтверждения и является предметом постоянных спекуляций, однако эта область до сих пор активно изучается.

### ХЯС в клетках живого организма
Луи Кервран, опубликовал c 1960 по 1975 г. г. несколько статей и книг, в которых описывал «трансмутацию» углерода и кислорода в азот в живых организмах. За свои работы Кервран был удостоен Шнобелевской премии. Некоторые специалисты высмеяли Луи Керврана, например, в журнале «Химия и жизнь» в № 2 за 1977 г. опубликована шуточная статья «Биологическая трансмутация: факты, фантастика, теория»
«Члены-корреспонденты» ООО РАЕН В. И. Высоцкий (проф., зав. каф. математики и теоретической радиофизики Киевского национального университета) и А. А. Корнилова (к. ф. н., МГУ) опубликовали статью о «биологической трансмутации» в журнале, издаваемом РАЕН, также они распространяют свои идеи в книгах, изданных в России и за рубежом.

### ХЯС в электролитической ячейке
Сообщение химиков Мартина Флейшмана и Стенли Понса об электрохимически индуцированном ядерном синтезе — превращении дейтерия в тритий или гелий в условиях электролиза на палладиевом электроде, появившееся в марте 1989 года, наделало много шума. Журналисты назвали их опыты «холодным термоядом».
Эксперименты Флейшмана и Понса не смогли воспроизвести другие учёные, и научное сообщество считает, что их заявления неполны и неточны и представляют собой либо проявление некомпетентности, либо мошенничество.
Флейшман и Понс сделали вывод о ядерной реакции, обнаружив излучение нейтронов. Академик РАН Эдуард Кругляков пояснил, что в экспериментах с пропусканием тока через палладиевый электрод возникает «искрение» на микротрещинах электрода, при этом ионы разгоняются до энергии порядка 1 кЭв, и этого может быть достаточно для получения небольшого количества нейтронов. Такие исследования плохо воспроизводятся.

## Другие эксперименты

### США, 2002 год
8 марта 2002 года в солидном международном научном журнале «Сайенс» появилось сообщение о наблюдении «явлений, не противоречащих возможности» ХЯС. Русско-американская группа исследователей под руководством Руси Талеярхана в эксперименте с ультразвуковой кавитацией ацетона, в котором простой водород замещён дейтерием, наблюдала замену дейтерия тритием и излучение нейтронов во время сонолюминесценции. При этом установка не выделяла дополнительную энергию. Сразу же после публикации физик Нэт Фиш (англ. Nat Fisch, занимается Физикой Плазмы в Принстонском университете) высказался: «То, что я видел, производит впечатление безграмотного и неряшливого отчёта».
Два других сотрудника Окриджской лаборатории повторили эксперимент на той же аппаратуре с другим детектором и не обнаружили поток нейтронов, который наблюдал Талеярхан.
Критики также указывают, что температура и энергия в центре схлопывающихся пузырьков газа на три порядка ниже, чем нужно для слияния ядер дейтерия.

### Япония, 2008 год
В 2008 году отставной японский учёный Ёсиаки Арата из Осакского университета совместно с китайским коллегой Юэчан Чжан из Шанхайского университета сообщили о выделении энергии в эксперименте с палладием, оксидом циркония и дейтерием под высоким давлением, и заявили, что они наблюдали реакцию холодного ядерного синтеза с выделением гелия. Авторы не сообщили никаких данных о деталях своих опытов, в том числе не предоставили для анализа методику измерений. Арата ещё в 2004 г. запатентовал свою установку в Японии и в 2006 г. — в США

### Генератор Росси, 2011 год
В январе 2011 года Андреа Росси (Болонья, Италия), как он сам утверждает, испытал опытную установку «Катализатор энергии Росси» по превращению никеля в медь при участии водорода, а 28 октября 2011 года им была продемонстрирована для журналистов известных СМИ и заказчика из США промышленная установка на 1 МВт. История вызвала всплеск интереса СМИ.
В январе 2011 года Росси заявил, что он имеет чёткое понимание о задействованном механизме, но отказывается публично его раскрывать, пока не будет получен патент.
Профессор Уго Барди (Ugo Bardi) из Флорентийского университета, отмечая противоречивые заявления Росси о наличии/отсутствии гамма-излучения, размещении производства (то во Флориде, то не в США), а также то, что часть сторонников и спонсоров уже вышла из проекта, в марте 2012 года высказался о нём:
…E-Cat достиг своего конца. Он ещё имеет нескольких уверенных сторонников, но, наиболее вероятно, вскоре канет во мрак патологической науки, к которому он и принадлежит.
В 2014 году группа профессора физики Болонского университета Джузеппе Леви исследовала параметры процесса, описанного Росси. Дж. Леви сообщил, что устройство, в котором один грамм топлива нагревали до температуры около 1400ºС с помощью электричества, производило аномальное количество тепла.

### Япония, 2017—2020 годы
В университете Тохоку в серии экспериментов зафиксировано увеличение температуры в тонких пленках из никеля и палладия, насыщенных водородом и дейтерием. Посредством ионного распыления создавались слои Pd/Ni/Pd либо Ni/Cu/Ni. Далее проводилось 2 теста: 1) нагрев в вакууме, заполнение камеры H2/D2; 2) предварительное заполнение камеры H2/D2, откачка H2/D2 до вакуума, нагрев в вакууме, заполнение камеры H2/D2. Нагрев осуществлялся керамическим нагревателем мощностями от 7 до 40 Вт с температурами от 300 до 900 °C. Во втором тесте выделялось больше тепла, чем в первом тесте, КПД = 1,15–1,8. В одном из экспериментов из-за недостаточного напряжения не удалось получить напыление, в результате оба опыта дали одинаковые результаты. Проведенная масс-спектрометрия не обнаружила ядерную реакцию.

## Международные конференции по ХЯС
С 1990 года в США, Японии и России проводятся конференции International Conference on Cold Fusion. С 2007 организаторы используют название «International Conference on Condensed Matter Nuclear Science». Ранние такие мероприятия часто критиковались за привлечение псевдоучёных.
1. ICCF-1 Солт-Лейк-Сити, США 1990
2. ICCF-2 Комо, Япония 1991
3. ICCF-3 Нагоя, Япония 1992
4. ICCF-4 Гавайи, США 1993
5. ICCF-5 Монте Карло, Монако 1995
6. ICCF-6 Саппоро, Япония 1996
7. ICCF-7 Ванкувер, Канада 1998
8. ICCF-8 Леричи, Италия 2000
9. ICCF-9 Пекин, КНР 2002
10. ICCF-10 Кембридж, США 2003
11. ICCF-11 Марсель, Франция 2004[37]
12. ICCF-12 Иокогама, Япония 2005[38]
13. ICCF-13 Дагомыс, Россия 2007[39]
14. ICCF-14 Вашингтон, США 2008[40]
15. ICCF-15 Рим, Италия 2009[41]
16. ICCF-16 Ченнай, Индия 2011[42]
17. ICCF-17 Тэджон, Южная Корея 2012[43]
18. ICCF-17	2012	KAIST **	Daejeon, South Korea	Sunwon Park, Frank Gordon
19. ICCF-18	2013	University of Missouri **	Columbia, Missouri, U.S.	Robert Duncan, Yeong Kim
20. ICCF-19	2015	TSEM **	Padua, Italy	Antonio La Gatta, Michael McKubre, Vittorio Violante
21. ICCF-20	2016	Tohoku University **	Sendai, Miyagi, Japan	Jiro Kasagi, Yasuhiro Iwamura
22. ICCF-21	2018	LENRIA **	Fort Collins, CO, U.S.	Steven Katinsky, David Nagel

## Комментарии
1. ↑  Жвирблис, В. Биологическая трансмутация : факты, фантастика, теория // Химия и жизнь : журн. — 1977. — № 2.